# 怀特菲什 (蒙大拿州)
怀特菲什（英語：Whitefish），是美国西北部蒙大拿州的一座城镇。根据2010年美国人口普查，该城镇的人口为6,357人，在蒙大拿州排行第14。使用北美山区时区（UTC-7，夏季为UTC-6）作为标准时间。

## 历史
Great Northern Railway在1904年建造时经过了现在的怀特菲什，后来成长为一个小镇。镇上最早的居民是铁路职工和附近伐木场工人。1940年代末，在Big Mountain修建的滑雪度假村使旅游业逐渐变得重要。这一社区以附近的怀特菲什湖（白鱼湖）命名。

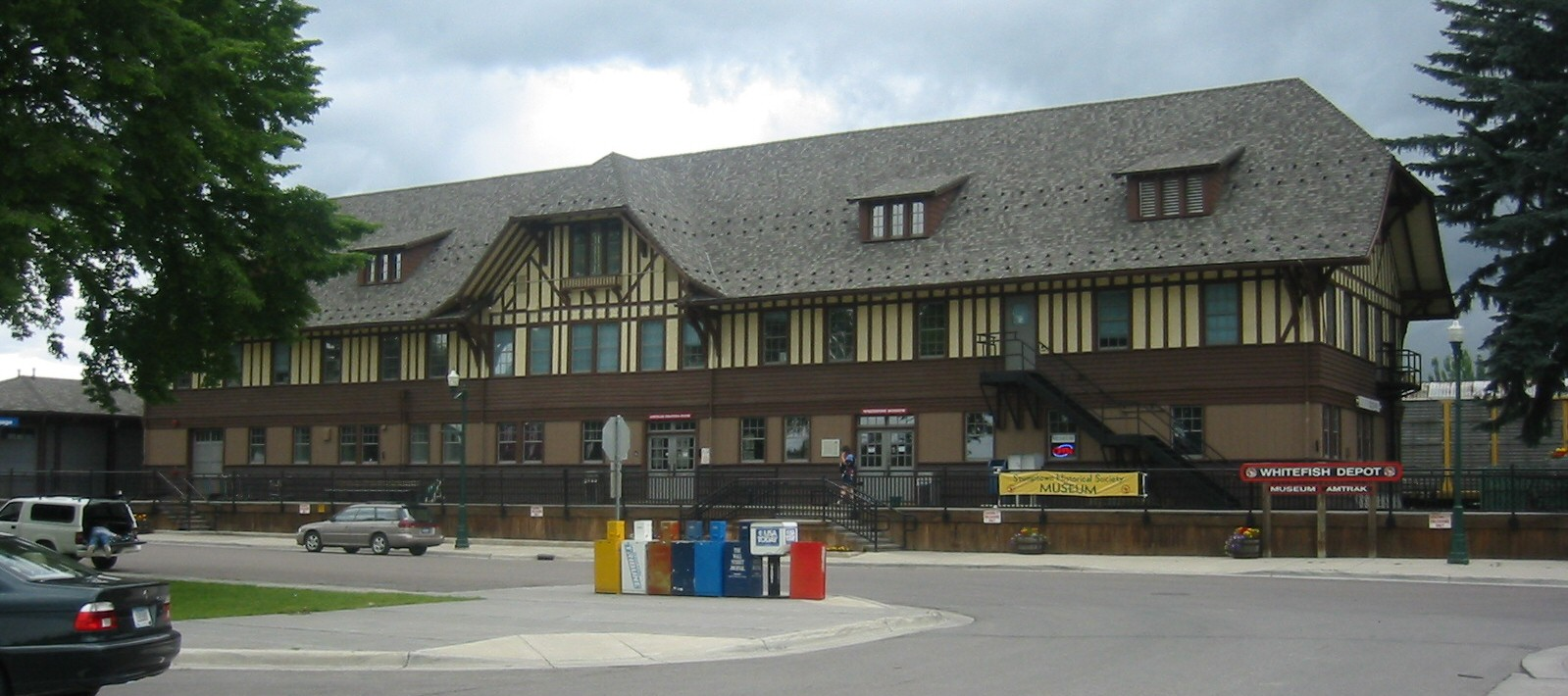
Whitefish Depot

2006年，超过68,000名旅客在美铁帝国建设者号经过的怀特菲什站乘降。